# Toporec
Toporec este o comună slovacă, aflată în districtul Kežmarok din regiunea Prešov. Localitatea se află la altitudinea de 603 m deasupra n.m., se întinde pe o suprafață de 28,12 km2 și în 2017 număra 1.957 de locuitori.

## Istoric
Localitatea Toporec este atestată documentar din 1277.

## Demografie
| An:                | 1994 | 2004    | 2014    | 2024   |
| ------------------ | ---- | ------- | ------- | ------ |
| Număr de persoane: | 1521 | 1695    | 1898    | 2055   |
| Diferență:         |      | +11,43% | +11,97% | +8,27% |

| An:                | 2023 | 2024   |
| ------------------ | ---- | ------ |
| Număr de persoane: | 2039 | 2055   |
| Diferență:         |      | +0,78% |